# Insensato corazón
 Insensato coração (en español: Insensato corazón) es una serie brasileña producida y emitida por Rede Globo. Se comenzó a emitir el 17 de enero y finalizó el 19 de agosto de 2011, de lunes a sábados en el horario de las 21hs. Reemplazando a Passione y siendo sucedida por Fina estampa. 
Esta serie fue escrita por Gilberto Braga y Ricardo Linhares, con la colaboración de Ângela Carneiro, Fernando Rebello, Izabel de Oliveira, João Ximenes Braga, Maria Helena Nascimento y Nelson Nadotti, dirigida por Cristiano Marques, Flávia Lacerda, Maria de Médicis y Luísa Lima, con la dirección general de Dennis Carvalho y Vinícius Coimbra sobre núcleo de Dennis Carvalho. 
Protagonizada por Eriberto Leão y Paola Oliveira, con las participaciones antagónicas de Glória Pires, Gabriel Braga Nunes, Thiago Martins, José Wilker, Deborah Evelyn, Fernanda Paes Leme, Juliano Cazarré y Herson Capri. Cuenta con las actuaciones estelares de los primeros actores Antônio Fagundes, Natália do Vale y Nathalia Timberg. Con las actuaciones estelares de Camila Pitanga, Lázaro Ramos y Deborah Secco.

## Trama
Mientras sus padres discuten, Leo, un niño de seis años, entra en el dormitorio de su hermano menor, y destruye el avión de juguete que se encuentra sobre la cuna. Años más tarde, ahora un adulto, Leo (Gabriel Braga Nunes) trata de hacer una inversión de capital en las máquinas tragamonedas ilegales, pero Raúl (Antonio Fagundes), su padre, le niega el préstamo de cien mil dólares. Como una manera de convencerlo, Leo viaja detrás de su tío, Humberto (José Wilker), después de ser convencido por su tía Nenêm (Ana Lúcia Torre) que un reencuentro entre los hermanos, podría suavizar a su padre.
El hermano de Leo, Pedro (Eriberto Leão) al comienzo de la trama, está previsto que se case con Luciana (Fernanda Machado). Pero él se enamora de Marina (Paola Oliveira), sin saber que ella iba a ser la madrina de su boda. Leo, a su vez, se relaciona con Norma (Gloria Pires), una técnica en cuidados de enfermería que está a cargo de los cuidados de un millonario gravemente enfermo. Norma se enamora de Leo y no se da cuenta de sus reales intenciones, que busca simplemente aprovecharse de ella para heredar la fortuna, nada menos que 80.000 dólares que el millonario desea incluir en su testamento con el resto de sus millones de dólares.
Después de seducir, engañar y humillar a Norma, Leo hace que vaya a la cárcel, acusada injustamente de robo y asesinato de su jefe. Con los años que pasa en la cárcel, Norma se convierte en una persona fría y calculadora, capaz de matar para alcanzar sus objetivos. Cuando sale de la cárcel, Norma empieza su plan de venganza contra Leo. Uno de los momentos más esperados de la telenovela es el encuentro entre ellos.

## Elenco
| Actor                | Personaje                                        |
| -------------------- | ------------------------------------------------ |
| Antonio Fagundes     | Raúl Brandão                                     |
| Glória Pires         | Norma Pimentel Amaral                            |
| Eriberto Leão        | Pedro Brandão                                    |
| Paola Oliveira       | Marina Drummond                                  |
| Lázaro Ramos         | André Gurgel                                     |
| Camila Pitanga       | Carolina Miranda (Carol)                         |
| Gabriel Braga Nunes  | Leonardo Brandão (Léo / Armando / Fred / Wilson) |
| Deborah Evelyn       | Eunice Alencar Machado                           |
| Herson Capri         | Horácio Cortez                                   |
| Deborah Secco        | Natalie Lamour (Natalie Batista Cortez)          |
| Cássio Gabus Mendes  | Kléber Damasceno                                 |
| Isabela Garcia       | Daisy Damasceno                                  |
| José de Abreu        | Milton Castelani                                 |
| Maria Clara Gueiros  | Abigail Castellani (Bibi)                        |
| Petrônio Gontijo     | Roberto Fischer (Beto)                           |
| Ricardo Tozzi        | Douglas Batista                                  |
| Ricardo Pereira      | Henrique Taborda                                 |
| Bruna Linzmeyer      | Leila Machado                                    |
| Jonatas Faro         | Rafael Cortez (Rafa)                             |
| Giovanna Lancellotti | Cecília Machado                                  |
| Louise Cardoso       | Sueli Brito Aboim                                |
| Rosi Campos          | Haidê Batista                                    |
| Ana Lúcia Torre      | Anita Brandão (Tia Neném)                        |
| Bete Mendes          | Zuleica Alencar                                  |
| Luigi Baricelli      | Oscar Amaral                                     |
| Helena Fernandes     | Gilda Fischer Amaral                             |
| Marcelo Valle        | Júlio Machado                                    |
| Thiago Martins       | Vinicius Rocha Amaral                            |
| Fernanda Paes Leme   | Irene Brandão                                    |
| José Augusto Branco  | Floriano Brandão                                 |
| Eduardo Galvão       | Wagner Peixoto                                   |
| Paloma Bernardi      | Alice Miranda                                    |
| Leonardo Miggiorin   | Roni Fragonard                                   |
| Leonardo Carvalho    | Willian Sampaio                                  |
| Tainá Müller         | Paula Cortez                                     |
| Guilherme Piva       | Gabino Damasceno                                 |
| Norma Blum           | Olga Brandão                                     |
| Edson Fieschi        | Nelson Mesquita                                  |
| Rodrigo Andrade      | Eduardo Aboim                                    |
| Roberta Rodrigues    | Fabíola dos Santos                               |
| André Barros         | Zeca Peçanha                                     |
| Thiago de Los Reyes  | Joaquim Garrido Marcondes de Almeida (Quim)      |
| Juliano Cazarré      | Ismael Cunha                                     |
| Vítor Novello        | Sérgio Fischer Amaral (Serginho)                 |
| Polliana Aleixo      | Olívia Damasceno                                 |
| Cristina Galvão      | Jandira Mesquita                                 |
| Marcos Damigo        | Hugo Abrantes                                    |
| Antônio Fragoso      | Isidoro Brito                                    |
| Pedro Garcia Netto   | Fernando Brandão (Nando)                         |
| Carla Lamarca        | Célia                                            |
| Andréa Dantas        | Lídia                                            |
| Daniel Marques       | José Paulo Assis (Zé Paulo)                      |
| Cristiano Ximenes    | Lucas Pereira Bastos                             |
| Rita Porto           | Zulmira                                          |
| Rogério Freitas      | Dorival                                          |
| Carol Fazú           | Ivone                                            |
| Márcio Alvarez       | Marcos Camargo                                   |
| Cláudio Tovar        | Borges                                           |
| Naruna Costa         | Renata                                           |
| Prazeres Barbosa     | Amélia                                           |
| Beth Zalcman         | Aparecida Garcia (Cida)                          |
| Kiko Pissolato       | Manolo                                           |
| Wendell Bendelack    | Francisco Madureira (Xicão)                      |
| Guilherme Leme       | Aquiles Trajano                                  |
| Zé Victor Castiel    | Werner Lindemberg                                |

| Nathalia Timberg | Vitória Drummond |
| Natália do Vale  | Wanda Brandão    |
| Tarcísio Meira   | Teodoro Amaral   |

Actuaciones especiales
| Actor                | Personaje         |
| -------------------- | ----------------- |
| José Wilker          | Umberto Brandão   |
| Fernanda Machado     | Luciana Alencar   |
| Hugo Carvana         | Olegário Silveira |
| Tuca Andrada         | Jonas Brito       |
| Nelson Diniz         | Afrânio           |
| Marcos Otávio        | Ivan              |
| Ana Beatriz Nogueira | Clarise Cortez    |
| Nívea Maria          | Carmem Santana    |
| Milton Gonçalves     | Gregório Gurgel   |
| Cristiana Oliveira   | Araci Laranjeira  |
| Lavínia Vlasak       | Úrsula            |
| Ângela Vieira        | Gisela Oliveira   |
| Vera Fischer         | Catarina Diniz    |
| Maria Padilha        | Marlene Valdez    |
| Tamara Taxman        | Florinda          |

## Emisión
| País                                                                      | Título             | Cadena(s)                | Primera Emisión                           | Última Emisión                          | Horario semanal     | Hora        |
| ------------------------------------------------------------------------- | ------------------ | ------------------------ | ----------------------------------------- | --------------------------------------- | ------------------- | ----------- |
| Bandera de Brasil                                                         | Insensato Coração  | Rede Globo               | 17 de enero de 2011                       | 19 de agosto de 2011                    | Lunes a sábado      | 21:10       |
| Bandera de Portugal                                                       | Insensato Coração  | SIC                      | 31 de octubre de 2011                     | 28 de septiembre de 2012                | Lunes a viernes     | 23:40       |
| Bandera de Uruguay                                                        | Insensato Corazón  | Canal 12                 | 10 de abril de 2012                       | 20 de diciembre de 2012                 | Lunes a jueves      | 21:15       |
| Bandera de Bolivia                                                        | Insensato Corazón  | Unitel                   | 16 de abril de 2012                       | 9 de noviembre de 2012                  | Lunes a viernes     | 21:00       |
| Bandera de Nicaragua                                                      | Insensato Corazón  | Televicentro             | 18 de abril de 2012                       | 21 de diciembre de 2012                 | Lunes a viernes     | 20:00       |
| Bandera de Georgia                                                        | მგზნებარე გული     | Rustavi2                 | 7 de mayo de 2012                         | 24 de febrero de 2013                   | Lunes a sábado      | 18:45       |
| Bandera de El Salvador                                                    | Insensato Corazón  | TCS Canal 4              | 22 de mayo de 2012                        | 8 de marzo de 2013                      | Lunes a viernes     | 14:00       |
| Bandera de Puerto Rico                                                    | Insensato Corazón  | América CV               | 15 de junio de 2012                       | 2 de enero de 2013                      | Lunes a viernes     | 15:00       |
| Bandera de Estados Unidos                                                 | Insensato Corazón  | América TeVe             | 18 de junio de 2012                       | 2 de enero de 2013                      | Lunes a viernes     | 16:00       |
| Bandera de Mozambique                                                     | Insensato Coração  | STV                      | 23 de julio de 2012                       | 16 de marzo de 2013                     | Lunes a sábado      | 21:00       |
| Bandera de Israel                                                         | לב משוגע           | Viva                     | 12 de agosto de 2012                      | 11 de marzo de 2013                     | Domingos a jueves   | 19:05       |
| Bandera de Venezuela                                                      | Insensato Corazón  | Venevisión Plus          | 15 de agosto de 2012                      | 19 de enero de 2013                     | Lunes a sábado      | 10:00       |
| Bandera de Colombia                                                       | Insensato Corazón  | VmasTV /                 | 15 de agosto de 2012                      | 19 de marzo de 2013                     | Lunes a viernes     | 19:00       |
| Bandera de Armenia                                                        | Ցնորք              | Armenia TV               | 27 de agosto de 2012                      | 22 de marzo de 2013                     | Lunes a viernes     | 17:40       |
| Bandera de Cuba                                                           | Insensato Corazón  | Cubavision               | 22 de septiembre de 2012                  | 3 de septiembre de 2013                 | Ma, Ju y Sá         | 21:00       |
| Bandera de Perú                                                           | Insensato Corazón  | ATV                      | 1 de octubre de 2012                      | 15 de mayo de 2013                      | Lunes a viernes     | 22:00       |
| Bandera de Chile                                                          | Insensato Corazón  | Canal 13                 | 24 de octubre de 2012                     | 20 de febrero de 2013                   | Lunes a viernes     | 14:35       |
| Bandera de Corea del Sur                                                  | 카인의 후예        | Telenovela               | 26 de noviembre de 2012                   | 25 de abril de 2013                     | Miércoles a viernes | 19:00       |
| Bandera de Polonia                                                        | Szalone serce      | iTVN                     | 13 de diciembre de 2012                   | 16 de julio de 2013                     | Lunes a viernes     | 17:00       |
| Bandera de Paraguay                                                       | Insensato Corazón  | SNT                      | 27 de febrero de 2013                     | 4 de octubre de 2013                    | Lunes a viernes     | 21:00       |
| Bandera de Panamá                                                         | Insensato Corazón  | NEXtv                    | 22 de julio de 2013                       | 31 de enero de 2014                     | Lunes a viernes     | 11:00       |
| Bandera de Francia                                                        | Passions Mortelles | IDF1                     | 23 de septiembre de 2013                  | 28 de marzo de 2014                     | Lunes a viernes     | 18:25       |
| Bandera de Ecuador                                                        | Insensato Corazón  | Ecuavisa                 | 21 de enero de 2014                       | 30 de junio de 2014                     | Lunes a viernes     | 20:45       |
| Bandera de Argentina                                                      | Insensato Corazón  | Telefe                   | 10 de marzo de 2014                       | 11 de julio de 2014                     | Lunes a viernes     | 18:00       |
| Bandera de México                                                         | Insensato Corazón  | Pasiones TV Azteca Trece | 13 de enero de 2015 28 de octubre de 2015 | 10 de agosto de 2015 13 de mayo de 2016 | Lunes a viernes     | 19:00 23:10 |
| Bandera de Perú                                                           | Insensato Corazón  | Pasiones TV              | 13 de enero de 2015                       | 10 de agosto de 2015                    | Lunes a viernes     | 20:00       |
| Bandera de la República Dominicana                                        | Insensato Corazón  | Tele Antillas            | 13 de enero de 2015                       | 10 de agosto de 2015                    | Lunes a viernes     | 14:00       |
| Bandera de Ecuador                                                        | Insensato Corazón  | Pasiones TV              | 13 de enero de 2015                       | 10 de agosto de 2015                    | Lunes a viernes     | 20:00       |
| Bandera de Colombia                                                       | Insensato Corazón  | Pasiones TV              | 13 de enero de 2015                       | 10 de agosto de 2015                    | Lunes a viernes     | 20:00       |
| Bandera de Venezuela                                                      | Insensato Corazón  | Pasiones TV              | 13 de enero de 2015                       | 10 de agosto de 2015                    | Lunes a viernes     | 20:30       |
| Bandera de Bolivia                                                        | Insensato Corazón  | Pasiones TV              | 13 de enero de 2015                       | 10 de agosto de 2015                    | Lunes a viernes     | 21:00       |
| Bandera de Chile                                                          | Insensato Corazón  | Pasiones TV              | 13 de enero de 2015                       | 10 de agosto de 2015                    | Lunes a viernes     | 22:00       |
| Bandera de Argentina                                                      | Insensato Corazón  | Pasiones TV              | 13 de enero de 2015                       | 10 de agosto de 2015                    | Lunes a viernes     | 22:00       |
| Bandera de Paraguay                                                       | Insensato Corazón  | Pasiones TV              | 13 de enero de 2015                       | 10 de agosto de 2015                    | Lunes a viernes     | 22:00       |
| Bandera de Uruguay                                                        | Insensato Corazón  | Pasiones TV              | 13 de enero de 2015                       | 10 de agosto de 2015                    | Lunes a viernes     | 23:00       |
| Bandera de la Unión de Naciones Suramericanas · Bandera de Estados Unidos | Insensato Corazón  | Atreseries Internacional | 20 de abril de 2020                       | 13 de noviembre de 2020                 | Lunes a viernes     | 21:30       |
| Bandera de Chile                                                          | Insensato Corazón  | Mega                     | 2020                                      |                                         | Lunes a viernes     | 18:30       |